# Séparation de 1834

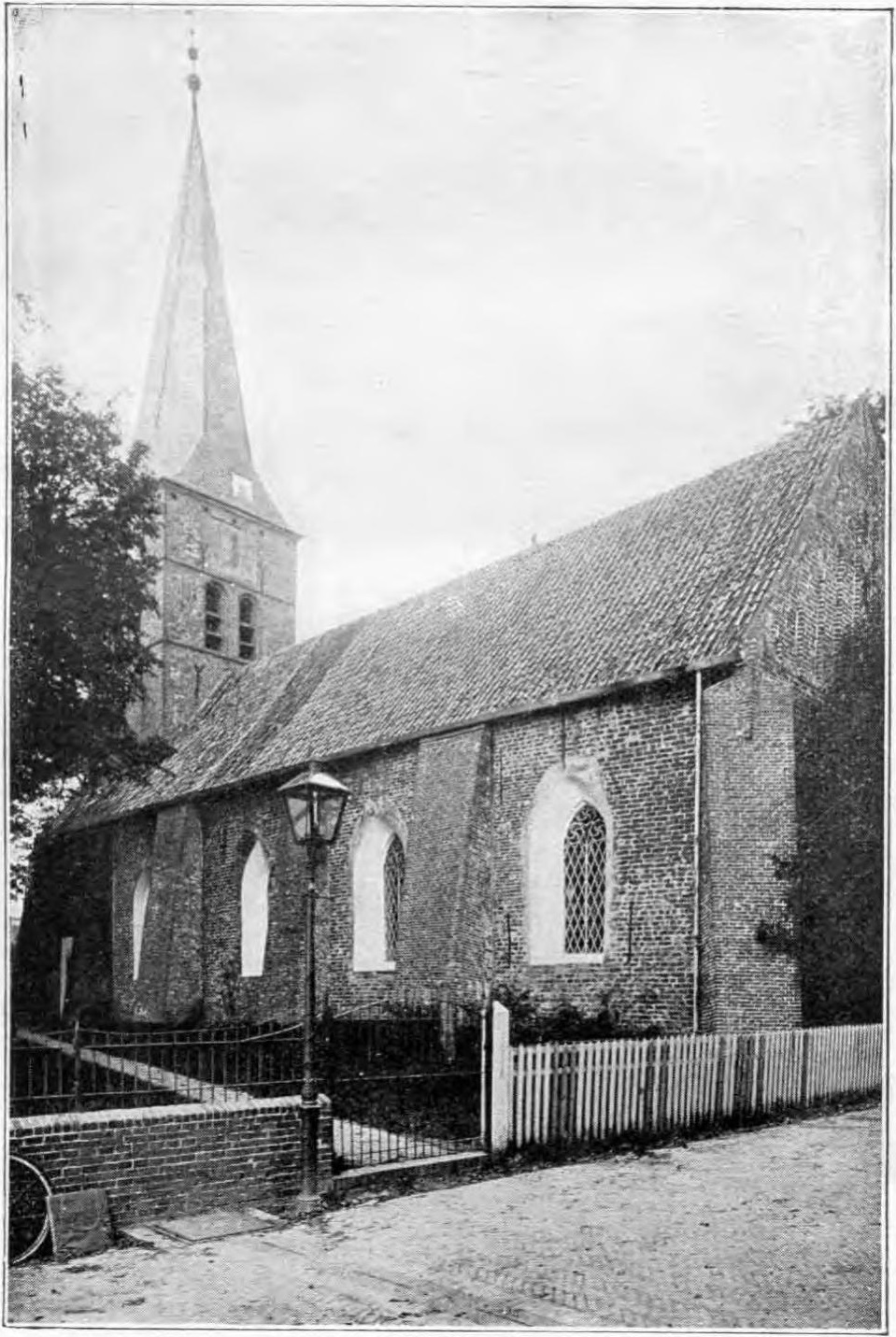
L'Église Réformée, à Ulrum, d'où est partie la Sécession de 1834.

La séparation de 1834 (en néerlandais: Afscheiding van 1834) est un schisme survenu au sein de l'Église réformée néerlandaise en 1834. La fédération d'églises résultant de cette répartition, appelée les Églises réformées chrétiennes ou Églises reréformées chrétiennes (en néerlandais : Christelijke Gereformeerde Kerken ou CGK), existe encore aux Pays-Bas aujourd'hui même si la majorité a rejoint l’Église reréformée en 1892. Les  Free Reformed Churches ("Églises réformées libres") sont leurs églises sœurs nord-américaines.

## Historique
La séparation de 1834 a commencé à Ulrum, un village situé au nord de la province néerlandaise de Groningue. Le pasteur orthodoxe de cette paroisse, Hendrik de Cock, avait été interdit de prêche par l'autorité légale qui était à l'époque le ministère des cultes néerlandais, en raison des avertissements qu'il multipliait contre ce qu'il estimait être les enseignements erronés de certains de ses collègues libéraux,. Il lui avait été également interdit de baptiser les enfants des membres de paroisses voisines qui refusaient de faire baptiser leurs enfants par leur propre pasteur qu'il jugeaient trop libéral. Lorsque le pasteur Heinrich Scholte, connu pour être un sympathisant des idées de de Cock et qui l'avait remplacé comme prédicateur à Ulrum, fut à son tour frappé par une interdiction de prêcher dans cette église, ce qui permettait aux autorités d'y nommer un pasteur moderniste, la congrégation réagit avec une telle vigueur qu'on dut appeler la police pour prévenir une émeute. 
À la suite de ces événements, le 14 octobre 1834, une grande majorité de la paroisse de l'Église réformée hollandaise d'Ulrum, a signé la "déclaration de séparation ou de retour" (Acte van Afscheiding of Wederkeer), officialisant une rupture avec l'Église réformée néerlandaise. Le gouvernement néerlandais voulait que les séparatistes fassent une demande de reconnaissance en tant que dénomination distincte, mais ceux-ci s'y refusèrent au départ, se revendiquant comme la véritable continuation de l'Église réformée néerlandaise. Sans cette reconnaissance officielle, ils se trouvaient dans une position difficile. Une loi napoléonienne qui exigeait qu'une autorisation soit délivrée avant toute réunion de plus de 20 personnes était appliquée, et les autorisations n'étaient que rarement accordées. De ce fait, il était difficile, voire impossible, pour les séparatistes de se réunir pour le culte, sauf à risquer des peines de prison et des mises à l'amende parfois lourdes. S'ils étaient dans l'incapacité de payer ces amendes, leurs biens étaient saisis et vendus, et si cela ne suffisait pas, ils étaient emprisonnés. Plusieurs des pionniers de la séparation, dont Hendrik de Cock lui-même, se sont donc retrouvés en prison pour des périodes de quelques semaines à quelques mois. 
Par ailleurs, les réunions ou les cultes des séparatistes ont souvent été interrompus par des manifestants violents, membres de l'Église réformée néerlandaise.
Pour réprimer ces nouvelles églises, le gouvernement néerlandais a en outre envoyé une compagnie d'infanterie (104 soldats) à Ulrum et à d'autres endroits où les séparatistes avaient établi des paroisses et ils ont été logés dans les maisons des séparatistes à partir du 25 octobre 1834. Bien qu'ils aient été généralement assez pauvres, ils ont dû nourrir, loger et subvenir à tous les besoins des soldats, et de cohabiter en permanence avec eux. Ce logement de troupes a duré jusqu'à la fin janvier 1835 pour une moitié des effectifs, et jusqu'au 7 juillet 1835 pour l'autre moitié. Ce n'est qu'en 1841, sous le règne du roi Guillaume II, que ces mesures répressives prennent définitivement fin.
Après 1845, beaucoup de séparatistes ont émigré aux États-Unis sous la direction de pasteurs tels que Albertus van Raalte ou Hendrik Pieter Scholte. Avec le temps, cette "séparation de 1834" a conduit au départ de 120 paroisses et environ 1% des effectifs de l'Église réformée néerlandaise.
La séparation de 1834 a été le berceau de nombreuses divisions (et de quelques réunions). Un conflit sur la demande de reconnaissance par le gouvernement et l'abandon du nom réformé pour sa propre dénomination a conduit à une scission entre les Gereformeerde Kerken onder het Kruis (Églises réformées sous la Croix) et Christelijke Afgescheiden Gemeenten (Églises chrétiennes séparées).
Après la fin des persécutions, ils ont fusionné de nouveau en 1869 au sein de l'"Église réformée chrétienne".

## Évolution institutionnelle et situation actuelle
En 1892, l'Église réformée chrétienne a fusionné avec les Nederduits Gereformeerde Kerken (dolerende) ou "Églises réformées néerlandaises (souffrantes)" issues de la Doleantie de 1886, pour former les Églises reréformées des Pays-Bas. Une petite partie des Églises réformées chrétiennes n'a pas participé à cette union et se sont perpétuées sous le même nom. 